# 乳母車 (映画)
『乳母車』（うばぐるま）は、1956年に制作された日本映画。原作は石坂洋次郎の同名小説。日活製作。原作は1956年5月『オール読物』に「乳母車＜ある序章＞」として発表された。芦川いづみと石原裕次郎初共演作品となった。

## ストーリー
友人から父・次郎(宇野)に若い愛人がいることを聞かされ愕然とした桑原ゆみ子(芦川)は、父の愛人・相沢とも子(新珠)の九品仏の家を訪ねた。しかしとも子は留守で、代わりに彼女は弟の宗雄(石原)と会う。まもなく帰ってきたとも子と入れ替りに父たちの赤ん坊・まり子を乳母車に乗せて散歩に出る宗雄。途中で宗雄がベンチで昼寝してしまったすきに、ゆみ子は赤ちゃんの乳母車を押していってしまう。目が覚めて赤ちゃんがいないことに気づいた宗雄は愕然として探し回るが、実際は家に届けられていた（原作はここまでで、赤ちゃんがいなくなった時の衝撃を恨みをこめて書いた宗雄の手紙と、ゆみ子の返事で終わりになっている。「ある序章」という副題から、ここから何か長編を構想していたとも考えられる）。宗雄の口から父ととも子が愛し合っていることを聞かされたゆみ子だが、今ひとつ納得がいかない。やがてふたりの関係を知った母・たま子(山根)は、実家に帰って行った。また次郎ととも子も別れることに。ゆみ子と宗雄は、まり子の幸福のために、森永が開催する赤ちゃん大会へ夫婦を装ってまり子を連れて行き、計測やはいはい競争でまり子を第三位にする。

## スタッフ
- 監督：田坂具隆
- 助監督：牛原陽一
- 製作：高木雅行
- 脚本：沢村勉
- 原作：石坂洋次郎
- 撮影：伊佐山三郎
- 音楽：斎藤一郎
- 美術：木村威夫
- 録音：八木多木之助
- 照明：高橋勇
- 編集：辻井正則
- スチール：石川久宣
- 製作主任：中井景

## キャスト

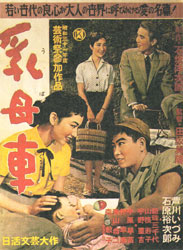
乳母車

- 桑原ゆみ子：芦川いづみ
- 相沢宗雄：石原裕次郎
- 相沢とも子：新珠三千代
- 桑原たま子：山根寿子
- 桑原次郎：宇野重吉
- 金田さち子：中原早苗
- 八代清一：杉幸彦
- 川又計介：青山恭二
- 相沢まり子：森教子
- 草庵三平：須藤孝
- 女中しげ：佐川明子
- 女中きみ：清水千代子
- 新井みさ子：坂井美紀子
- 村上なつ子：三鈴恵以子
- 木島かつ：福田トヨ
- 老人：畑中蓼坡
- 巡査：土方弘
- 医師：織田政雄
- 審査委員長：小泉郁之助
- 女秘書：渡規子
- 会社の部課長A：雪岡純
- 会社の部課長B：阪井一郎
- 会社の部課長C：二木草之助